# Sawai Madhopur
Sawai Madhopur è una suddivisione dell'India, classificata come municipality, di 97.491 abitanti, capoluogo del distretto di Sawai Madhopur, nello stato federato del Rajasthan. In base al numero di abitanti la città rientra nella classe II (da 50.000 a 99.999 persone).

## Geografia fisica
La città è situata a 25° 58' 60 N e 76° 22' 0 E e ha un'altitudine di 343 m s.l.m..

## Società

### Evoluzione demografica
Al censimento del 2001 la popolazione di Sawai Madhopur assommava a 97.491 persone, delle quali 51.548 maschi e 45.943 femmine. I bambini di età inferiore o uguale ai sei anni assommavano a 15.220, dei quali 8.008 maschi e 7.212 femmine. Infine, coloro che erano in grado di saper almeno leggere e scrivere erano 62.550, dei quali 38.703 maschi e 23.847 femmine.